# Oskar Brandes
Oskar Brandes (* 16. März 1906 in Geestemünde; † 29. August 1959 in Bremerhaven) war ein Bremer Politiker (SPD) und Mitglied der Bremischen Bürgerschaft.  

## Biografie
Brandes war als Oberrohrmeister in Bremerhaven tätig. 
Brandes war Mitglied der SPD.

Er war von 1947 bis 1959 in der 2. bis 4. Wahlperiode 12 Jahre lang  Mitglied der Bremischen Bürgerschaft für Bremerhaven. Als er starb, rückte Werner Born (SPD) für ihn nach. Er war in der Bürgerschaft in verschiedenen Deputationen tätig. Er war zeitweise Mitglied im Vorstand der SPD-Bürgerschaftsfraktion.